# Otto Tillkes
Otto Tillkes (* 13. Mai 1884 in Krefeld; † 27. September 1949 in Uelzen) war ein deutscher Maler und Sammler von Porträtstichen.

## Leben
Tillkes war der Sohn eines Schneidermeisters. Seine Jugend verbrachte er in Pforzheim, wo er von 1902 bis 1904 nach dem Abschluss der Oberrealschule die Großherzogliche Kunstgewerbeschule besuchte. Am 30. April 1904 schrieb er sich für das fach Zeichen an der Münchner Kunstakademie bei Peter Halm ein. im Jahr 1908 beendete er sein Studium. 1913 heiratete er in London Martha Frauer, geschiedene Freifrau Voith von Voithenberg. Im Ersten Weltkrieg schlug er die Offizierslaufbahn ein und wurde bis zum Leutnant der Reserve befördert. 1915 wurde er verletzt und ihm wurde die silberne Verdienstmedaille des Großherzogs von Baden verliehen. Nach dem Krieg zog Tillkes mit seiner Ehefrau nach Hallwangen bei Dornstetten in den Schwarzwald. Die wirtschaftliche Lage führte 1924 zu einem Umzug des Ehepaars nach Lindau an den Familiensitz der Familie Frauer. In Lindau wurde Tillkes Mitglied der Künstlervereinigung „Der Kreis“ von bildenden Künstlern am Bodensee, dem u. a. folgende Künstler angehörten: Albert Bechtold, Adolf Dietrich, Theo Glinz, Stephanie Hollenstein, Hans Purrmann, Kasia von Szadurska und Rudolf Wacker. 1930 nahm Tillkes seinen Wohnsitz in München auf, während seine Ehefrau weiterhin in Lindau wohnte. 1939 verstarb Martha Tillkes. Im Zweiten Weltkrieg wurde Tillkes zunächst als Reservist herangezogen, später wurde er aufgrund der Spätfolgen seiner Kriegsverletzung aus dem Ersten Weltkrieg (fast völlige Taubheit) vom Wehrdienst freigestellt. Er heiratete 1941 die Korrespondentin und spätere Geschäftsführerin der Künstlervereinigung Uelzen Margarethe Krüger. Das Münchner Atelier Tillkes in der Schwabinger Barer Straße wurde zerstört. 1944 siedelte das Ehepaar nach Uelzen über, wo Tillkes am 27. September 1949 verstarb. Tillkes hinterließ einen unehelichen Sohn gleichen Vornamens, der 1904 in München geboren wurde.

## Werk
Tillkes fertigte unter anderem humoristische Zeichnungen für die Zeitschrift Jugend. Neben Zeichnungen malte er Landschaften aus dem Schwarzwald und Lindau. Mitte der 1930er Jahre wandte er sich den Stillleben und der Porträtmalerei zu. In den 1930er und 1940er Jahren entstanden mehrere Ölgemälde. Einige seiner Werke waren 1926 und 1927 in Sammelausstellungen der Künstlervereinigung „Der Kreis“ zu sehen. Auch in Ausstellungen der Münchner Künstlergenossenschaft und in Ausstellungen der Uelzener Künstlervereinigung waren Werke von ihm vertreten. Daneben fertigte er gebrauchsgrafische Werke an, etwa für Plakate und Ähnliches.
Viele seiner Werke gelten als vernichtet oder verschollen, einige befinden sich im Besitz des Museums Schloss Holdenstedt bei Uelzen, im Kunsthandel sowie in Privatbesitz.
- 1908: Haute Finance im Seebad[3]
- 1908: Aus dem Münchner Quartier latin[4]
- 1909: Das stramme Weib[5]
- 1920: Dornstetten Schwarzwald (Gemälde, Öl auf Leinwand)
- 1923: Rote Alpenveilchen
- 1924: Bodensee mit Nebelstreif (Gemälde, Öl auf Karton)
- 1925: Gartenbauausstellung Lindau am Bodensee (Reklamekarte)
- 1927: Bildnis von Frau Grete Jacques Margerite „Grete“ Jacques, geborene Samuely (1885–1965) war die jüdische zweite Ehefrau des Schriftstellers Norbert Jacques.[6]